# Kristaps Sotnieks
Kristaps Sotnieks (ur. 29 stycznia 1987 w Rydze) – łotewski hokeista, reprezentant Łotwy, dwukrotny olimpijczyk.

## Kariera
- HK Riga 2000 (2004-2008)
- Dinamo Ryga (2008-2016)
  -  HK Juniors Riga (2009)
- Łada Togliatti (2016-2018)
- Dinamo Ryga (2018-2022)
- HC Kladno (2022-2023)
- Dragons de Rouen (2023-)

Od 2008 zawodnik Dinama Ryga w lidze KHL. W sierpniu 2010 i w kwietniu 2012 każdorazowo przedłużał kontrakt z klubem o dwa lata. Od maja 2016 zawodnik Łady Togliatti. W czerwcu 2018 ponownie został zawodnikiem ryskiego Dinama. Od sierpnia 2022 był zawodnikiem czeskiego HC Kladno. W czerwcu 2023 ogłoszono jego transfer do francuskiej drużyny Dragons de Rouen.
W barwach juniorskich reprezentacji Łotwy uczestniczył w turniejach mistrzostw świata do lat 18 w 2005 (Dywizja I), mistrzostw świata do lat 20 w 2006 (Elita), 2007 (Dywizja I). W kadrze seniorskiej uczestniczył w turniejach mistrzostw świata w 2009, 2010, 2011, 2012, 2013, 2014, 2015, 2016, 2017, 2018, 2019, 2021, 2022 oraz zimowych igrzysk olimpijskich 2010, 2014.

## Sukcesy
Klubowe
- Złoty medal mistrzostw Łotwy: 2004, 2005, 2006, 2007 z HK Riga 2000
- Brązowy medal mistrzostw Białorusi: 2006 z HK Riga 2000
- Drugie miejsce w Pucharze Kontynentalnym: 2005/2006. 2007/2008 z HK Riga 2000
- Puchar Nadziei: 2013 z Dinamem Ryga

Indywidualne
- Mistrzostwa Świata w Hokeju na Lodzie 2013/Elita:
  - Jeden z trzech najlepszych zawodników reprezentacji na turnieju[7]
- Mistrzostwa Świata w Hokeju na Lodzie 2018/Elita:
  - Jeden z trzech najlepszych zawodników reprezentacji w turnieju[8]
- KHL (2018/2019):
  - Pierwsze miejsce w klasyfikacji liczby zablokowanych strzałów w sezonie zasadniczym: 99[9]
- Mistrzostwa Świata w Hokeju na Lodzie 2019/Elita:
  - Jeden z trzech najlepszych zawodników reprezentacji w turnieju[10]